# كاثلين براون
كاثلين براون (بالإنجليزية: Kathleen Browne)‏ هي فنانة نيوزيلندية، ولدت في 1905 في كرايستشرش في نيوزيلندا، وتوفيت في 14 مايو 2007 في هامبستاد في المملكة المتحدة.